# Кристинн Храбнссон
Кри́стинн Хра́бнссон (исл. Kristinn Hrafnsson; род. 25 июня 1962, Рейкьявик) — исландский журналист-расследователь. С 2010 по 2017 представитель международной некоммерческой организации Wikileaks, с 26 сентября 2018 года главный редактор.

## Биография
Работал в различных газетах Исландии и вёл телепрограмму Kompás на исландском канале исл. Stöð 2, где он с своей командой часто разоблачал коррупцию и преступную деятельность в высших эшелонах власти. В феврале 2009 года программа была снята с эфира из-за расследования связи между исландским «Kaupthing Bank», Робертом и Винсентом Ченгиз. Кристинн и его команда были уволены.
Вскоре после этого Кристинн был нанят Исландской национальной радиовещательной службой (RÚV). В августе 2009 года он освещал историю о кредитном портфеле «Kaupthing Bank», которая была опубликована в это же время на странице WikiLeaks. Однако ему пришлось приостановить деятельность на эту тему, после наложения запрета от окружного комиссара города Рейкьявик. Позже запретительное постановление было снято.
После непродления контракта в июле 2010 года, Кристинн был уволен из «RÚV». Начиная с 2010 года, он сотрудничал с WikiLeaks. Кристинн выступал в качестве официального представителя организации после того, как у её основателя Джулиана Ассанжа начались проблемы с законом. Кристинн называл атаки MasterCard, Visa и других компаний на WikiLeaks в декабре 2010 года «приватизацией цензуры». В 2012 году в качестве представителя WikiLeaks на сайте шведского телевидения он защищал организацию от «клеветнической кампании» таблоида Expressen.
Национальный союз журналистов трижды называл Кристинна «Журналистом года»: в 2004, 2007 и 2010 годах.
В начале 2017 года Кристинн заявил, что больше не является представителем Wikileaks.
26 сентября 2018 года в официальном твиттер-аккаунт WikiLeaks было сделано заявление, что Кристин Храбнссон стал главным редактором организации. Такое решение было принято в связи с тем, что бывший главный редактор Джулиан Ассанж продолжительное время не имел доступ к сети Интернет.